# Biencourt-sur-Orge
Pour les articles homonymes, voir Biencourt.
Biencourt-sur-Orge est une commune française de 121 habitants (2020) située dans le département de la Meuse, en région Grand Est.

## Géographie
La localité est traversée par l'Orge, un affluent de la Saulx.
| Couvertpuis        | Couvertpuis        | Saint-Joire |
| Couvertpuis        | Biencourt-sur-Orge | Ribeaucourt |
| Montiers-sur-Saulx | Ribeaucourt        | Ribeaucourt |

### Hydrographie
La commune est dans la région hydrographique « la Seine de sa source au confluent de l'Oise (exclu) » au sein du bassin Seine-Normandie. Elle est drainée par l'Orge,.
L'Orge, d'une longueur de 26 km, prend sa source dans la commune de Gillaumé et se jette  dans la Saulx à Le Bouchon-sur-Saulx, après avoir traversé neuf communes. 

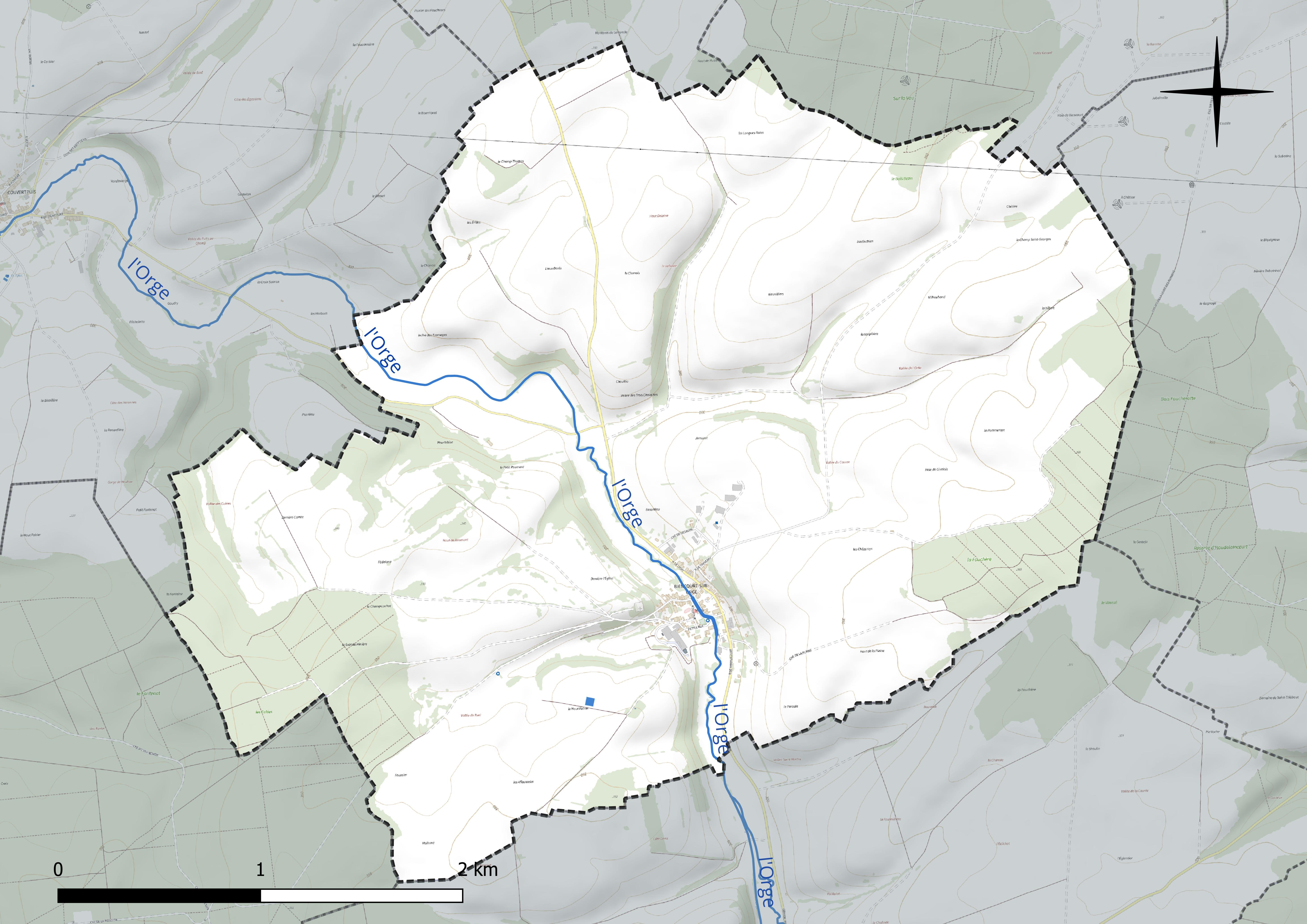
Réseau hydrographique de Biencourt-sur-Orge.

### Climat
Pour des articles plus généraux, voir Climat du Grand Est et Climat de la Meuse.
En 2010, le climat de la commune est de type climat de montagne, selon une étude du Centre national de la recherche scientifique s'appuyant sur une série de données couvrant la période 1971-2000. En 2020, Météo-France publie une typologie des climats de la France métropolitaine dans laquelle la commune est exposée à un climat océanique altéré et est dans la région climatique  Lorraine, plateau de Langres, Morvan, caractérisée par un hiver rude (1,5 °C), des vents modérés et des brouillards fréquents en automne et hiver. 
Pour la période 1971-2000, la température annuelle moyenne est de 9,7 °C, avec une amplitude thermique annuelle de 16,4 °C. Le cumul annuel moyen de précipitations est de 1 016 mm, avec 13,7 jours de précipitations en janvier et 9,8 jours en juillet. Pour la période 1991-2020, la température moyenne annuelle observée sur la station météorologique de Météo-France la plus proche, « Cirfontaines_sapc », sur la commune de Cirfontaines-en-Ornois à 12 km à vol d'oiseau, est de 10,4 °C et le cumul annuel moyen de précipitations est de 904,1 mm. 
La température maximale relevée sur cette station est de 40 °C, atteinte le 12 août 2003 ; la température minimale est de −19,6 °C, atteinte le 6 février 1963,,. 
Les paramètres climatiques de la commune ont été estimés pour le milieu du siècle (2041-2070) selon différents scénarios d'émission de gaz à effet de serre à partir des nouvelles projections climatiques de référence DRIAS-2020. Ils sont consultables sur un site dédié publié par Météo-France en novembre 2022.

## Urbanisme

### Typologie
Au 1er janvier 2024, Biencourt-sur-Orge est catégorisée commune rurale à habitat dispersé, selon la nouvelle grille communale de densité à sept niveaux définie par l'Insee en 2022.
Elle est située hors unité urbaine. Par ailleurs la commune fait partie de l'aire d'attraction de Bar-le-Duc, dont elle est une commune de la couronne,. Cette aire, qui regroupe 86 communes, est catégorisée dans les aires de 50 000 à moins de 200 000 habitants,.

### Occupation des sols
L'occupation des sols de la commune, telle qu'elle ressort de la base de données européenne d’occupation biophysique des sols Corine Land Cover (CLC), est marquée par l'importance des territoires agricoles (82 % en 2018), une proportion identique à celle de 1990 (82 %). La répartition détaillée en 2018 est la suivante : 
terres arables (66,9 %), prairies (15,1 %), forêts (15 %), zones urbanisées (2 %), milieux à végétation arbustive et/ou herbacée (0,9 %). L'évolution de l’occupation des sols de la commune et de ses infrastructures peut être observée sur les différentes représentations cartographiques du territoire : la carte de Cassini (XVIIIe siècle), la carte d'état-major (1820-1866) et les cartes ou photos aériennes de l'IGN pour la période actuelle (1950 à aujourd'hui).

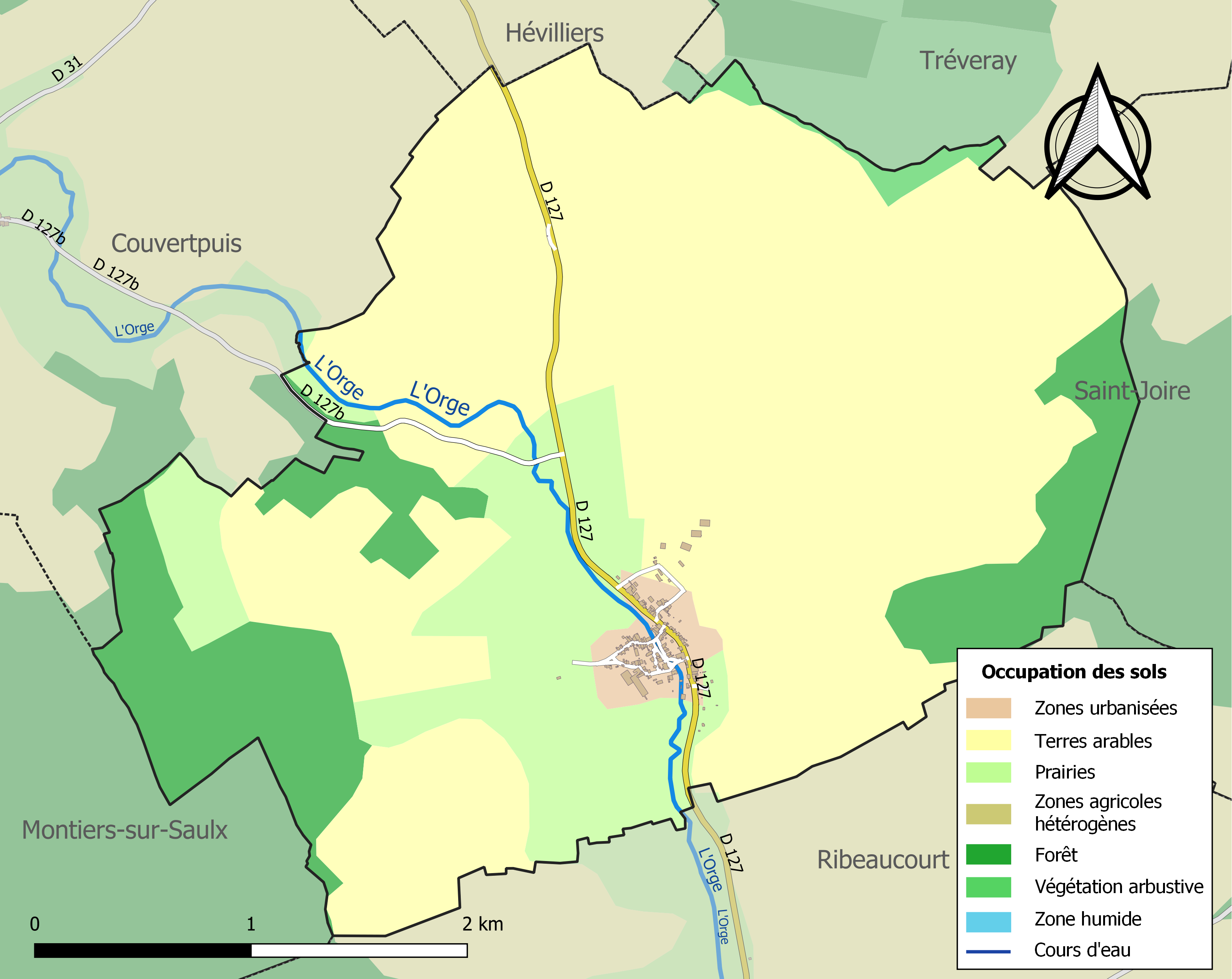
Carte des infrastructures et de l'occupation des sols de la commune en 2018 (CLC).

## Toponymie
Le nom de la localité est attesté sous les formes Biecuria (1402) ; Baincourt (1460) ; Biecors (1700) ; Biencuria (1711).

À défaut de différents documents attestant l'évolution toponymique, il est possible de s'appuyer sur des noms de communes à constructions similaires.
 
Fréquemment rencontré dans les toponymes d'origine gallo-romaine (et fortement calqué sur une construction germanique), le suffixe « -court » (bas latin curtis, latin cohorse) présume d'un domaine relevant d'une personnalité locale. La racine « Bien- » découlerait d'un nom propre gaulois ou germain latinisé.
L’Orge est un ruisseau de la région Grand Est prenant sa source dans la Haute-Marne et se jetant, en rive droite, dans la Saulx, en Meuse.

## Politique et administration
| Période                                  | Période   | Identité          | Étiquette | Qualité   |
| ---------------------------------------- | --------- | ----------------- | --------- | --------- |
| Les données manquantes sont à compléter. |           |                   |           |           |
| mars 2001                                | mars 2008 | Jean-Marc Achere  |           |           |
| mars 2008                                | mars 2014 | Anne-Marie Renard |           |           |
| mars 2014                                | mai 2020  | Sylvain Renard    | SE        | Retraité  |
| mai 2020                                 | En cours  | Didier Thiéry     |           | Chauffeur |

## Démographie
L'évolution du nombre d'habitants est connue à travers les recensements de la population effectués dans la commune depuis 1793. Pour les communes de moins de 10 000 habitants, une enquête de recensement portant sur toute la population est réalisée tous les cinq ans, les populations de référence des années intermédiaires étant quant à elles estimées par interpolation ou extrapolation. Pour la commune, le premier recensement exhaustif entrant dans le cadre du nouveau dispositif a été réalisé en 2006.

En 2022, la commune comptait 112 habitants, en évolution de −8,2 % par rapport à 2016 (Meuse : −4,4 %, France hors Mayotte : +2,11 %).
| 1793 | 1800 | 1806 | 1821 | 1831 | 1836 | 1841 | 1846 | 1851 |
| ---- | ---- | ---- | ---- | ---- | ---- | ---- | ---- | ---- |
| 470  | 475  | 498  | 532  | 507  | 524  | 517  | 526  | 502  |

| 1856 | 1861 | 1866 | 1872 | 1876 | 1881 | 1886 | 1891 | 1896 |
| ---- | ---- | ---- | ---- | ---- | ---- | ---- | ---- | ---- |
| 493  | 495  | 488  | 504  | 475  | 480  | 445  | 421  | 402  |

| 1901 | 1906 | 1911 | 1921 | 1926 | 1931 | 1936 | 1946 | 1954 |
| ---- | ---- | ---- | ---- | ---- | ---- | ---- | ---- | ---- |
| 335  | 341  | 318  | 277  | 258  | 251  | 263  | 233  | 226  |

| 1962 | 1968 | 1975 | 1982 | 1990 | 1999 | 2006 | 2011 | 2016 |
| ---- | ---- | ---- | ---- | ---- | ---- | ---- | ---- | ---- |
| 229  | 205  | 158  | 153  | 161  | 165  | 151  | 123  | 122  |

| 2021 | 2022 | - | - | - | - | - | - | - |
| ---- | ---- | - | - | - | - | - | - | - |
| 116  | 112  | - | - | - | - | - | - | - |

## Économie
À la suite de l'adoption en 2006 par le parlement d'une loi sur les déchets nucléaires, l'ANDRA étudie, sur une zone de 28 km2 dont la commune fait partie, la faisabilité d’un site de stockage qui pourrait être créé dans une zone de 200 km2 autour de Bure.

## Culture locale et patrimoine

### Lieux et monuments

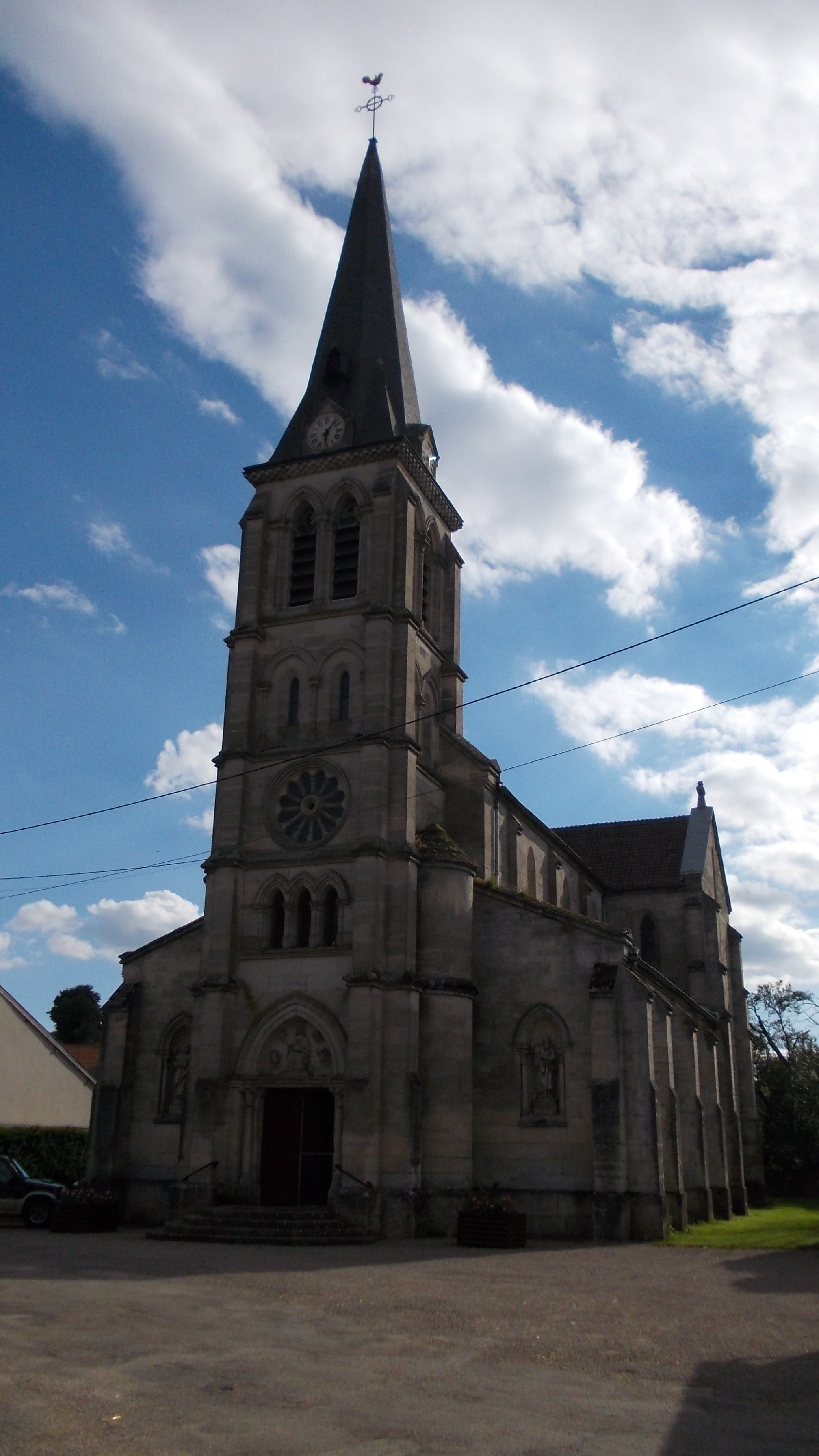
L'église Saint-Pierre et Saint-Paul.

- L'église Saint-Pierre et Saint-Paul

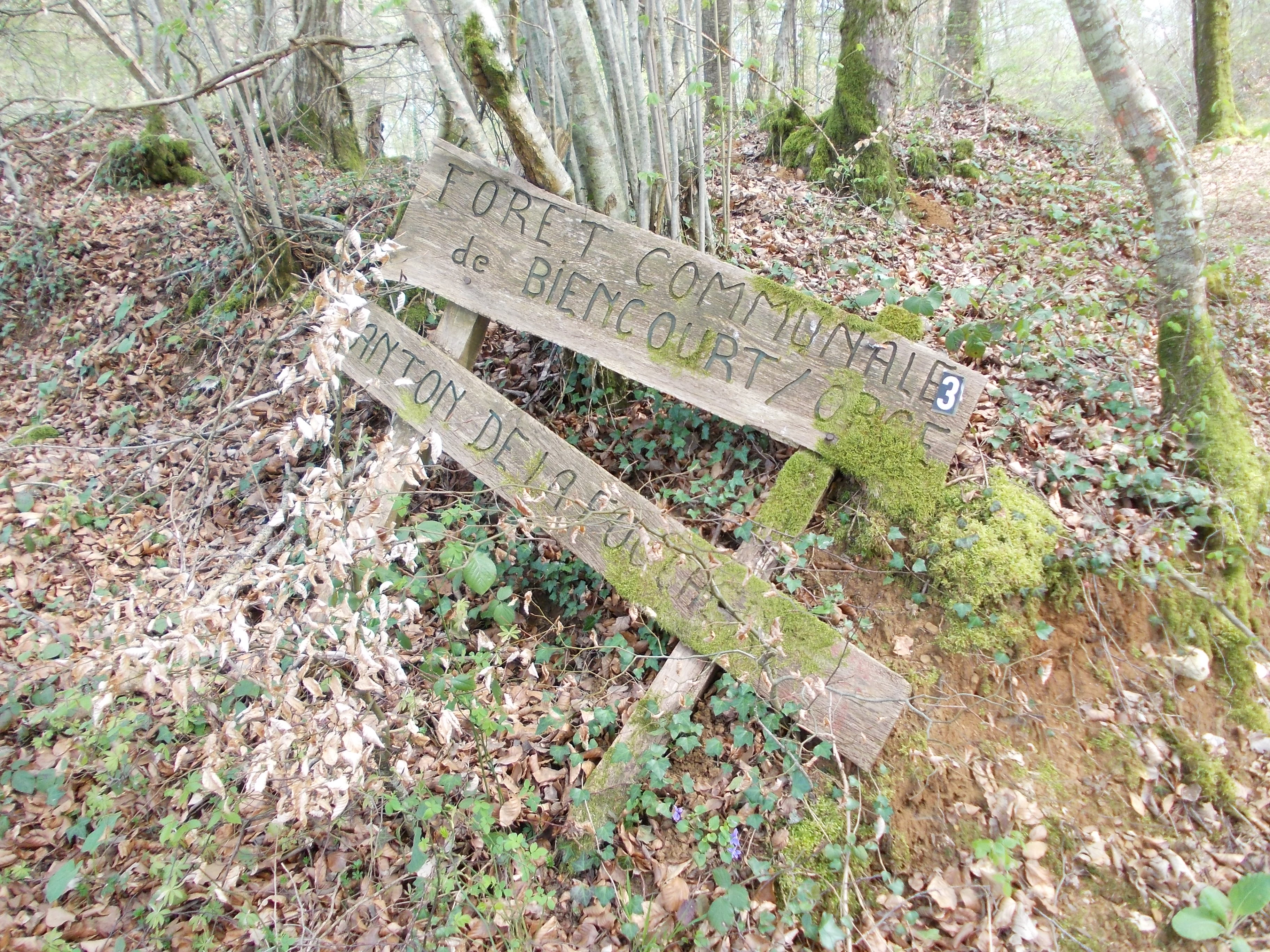
Panneau abandonné signalant la forêt communale de Biencourt-sur-Orge.

### Personnalités liées à la commune
- Bérengère Poletti, députée des Ardennes, est née à Biencourt-sur-Orge.